# Хорн, Е. Роберт
Хорн Е. Роберт (англ. Robert E. Horn; род. 1933) — американский ученый-политолог, а также специалист в области управления знаниями. В США преподавал в Гарварде, Колумбийском университете, а также в Великобритании в Шеффилдском университете. В настоящее время — приглашенный профессор в Стэнфордском университете, в Центре исследований языка и информации.

## Биография
Хорн - один из первых экспертов в области представления информации, в т. ч. гипертекста (книга Mapping Hypertext) и визуального языка (методы визуализации информации), в частности, он автор первой книги на эту тему - монографии «Visual Language».
Он разработал методику картирования информации - специальный алгоритм для структурирования и оформления письменного текста. Метод под названием «Information mapping» был разработан и стал основой для специальных тренингов, через которые прошло более 300 тыс. человек (прежде всего, технические писатели). Компанию, занимавшуюся этой областью, Хорн продал.
Хорн активно работает в области «сложных проблем» (англ. wicked problems, social messes) создает и внедряет методики фасилитации работы групп по решению таких проблем, а также методы визуализации.

## Публикации
Книги:
- 1970. «Guide to simulation games for education and training. With David W. Zuckerman.
- 1972. «Guide to Federal assistance for education».
- 1989. «Mapping hypertext : the analysis, organization, and display of knowledge for the next generation of on-line text and graphics».
- 1998. «Visual language : global communication for the 21st century».